# Gustav Hauck (Pilot)
Gustaf Hauck (* 18. Jänner 1910 in Triest; † 9. März 1983) war ein österreichischer Polizei- und Militärpilot.

## Leben
Am 1. April 1930 trat er in den Polizeidienst ein und wurde der Flughafeninspektion Wien zugeteilt.
Am 3. September 1933 setzte auf einem Rundflug von Aspern über Wien über die Wiener Innenstadt in der Nähe der Minoritenkirche sein Motor aus, und der Polizeipilot musste mit dem Flugzeug vom Typ Hansa-Brandenburg C I gegen 12 Uhr unterhalb der Friedensbrücke im Donaukanal notlanden.
Nach dem Anschluss Österreichs an Deutschland war er zunächst im Reichsluftfahrtdienst tätig und wurde am 1. Oktober 1938 zur Luftwaffe versetzt. Am 10. Mai 1940 wurde Hauptmann Hauck als Staffelkapitän der 10. Staffel des Kampfgeschwaders z.b.V. 1 mit seiner Junkers Ju 52/3m (Geschwaderkennung 1Z+AU) nördlich von Rotterdam abgeschossen. Anschließend war er bis 1. August 1946 in Kanada in Kriegsgefangenschaft. Ab 2. August 1946 war er wieder im Polizeidienst tätig.
Hauck war Mannschaftsführer der österreichischen Mannschaft bei der Segelflugweltmeisterschaft 1954 in Großbritannien. Nach einer Flugzeugführerausbildung in der Schweiz im August 1954 wechselte Hauk am 15. Dezember 1955 als Oberstleutnant zum neuen Bundesheer. Am 9. Dezember 1955 startete er nach 17 Jahren als erster österreichischer Militärpilot mit einem Schulflugzeug vom Typ YAK-18 vom übernommenen Fliegerhorst Brumowski. In den folgenden Jahren baute er, angefangen mit einer Bell 47G (H-13), den Militärhubschrauberflug in Österreich auf.
Am 30. Juni 1972 trat er als Brigadier und Fliegerinspektor in den Ruhestand. Am 9. März 1983 verstarb Gustav Hauck.

## Auszeichnungen
- 1955: Silbernes Ehrenzeichen für Verdienste um die Republik Österreich
- 1965: Goldenes Ehrenzeichen für Verdienste um die Republik Österreich[4]